# James Whyte Black
James Whyte Black (Uddingston, 14 juli 1924 – Londen, 22 maart 2010) was een Schotse farmacoloog, die de bètablokker propranolol en H2-receptorantagonist cimetidine voor het eerst heeft gesynthetiseerd. Hij kreeg voor deze uitvindingen in 1988 de Nobelprijs voor Fysiologie of Geneeskunde.

## Biografie
Black was de jongste van vier zonen van een Schotse mijnwerker die zich had opgewekt tot mijnbouwingenieur. Blacks academische carrière begon aan de universiteit van St Andrews, waar hij geneeskunde studeerde. Hij maakte deel uit van de vakgroep fysiologie, voordat hij een positie als docent aan de universiteit van Malaya in Singapore aannam. In 1950 richtte hij de vakgroep fysiologie aan de universiteit van Glasgow (dierenartsenschool) op. Tijdens zijn loopbaan werkte hij zowel in de wetenschap als in het bedrijfsleven.
Hij werkte bij ICI Pharmaceuticals (1958-1964), Smith, Kline and French (1964-1973) en de Wellcome Foundation (1978-1984) en werd in 1973 aangesteld als hoogleraar in de farmacologie aan het University College London (tot 1978). Van 1984 tot 1992 was hij professor aan het King's College London. Na zijn pensionering in 1992 was hij tot 2006 Chancellor aan de Dundee-universiteit.
James Black was sinds 1944 gehuwd met Hillery Vaughen, met wie hij een dochter, Stefanie, kreeg. Na haar overlijden in 1989 hertrouwde hij vijf jaar later met Rona McLeod Mackie. Hij overleed op 85-jarige leeftijd in Londen.

## Erkenning
In 1976 werd hij lid van de Royal Society en in hetzelfde jaar kreeg hij de Lasker-DeBakey Clinical Medical Research Award. In 1979 werd hem de Baillet Latour Gezondheidsprijs toegekend. Hij werd geridderd in 1981 en sindsdien mag hij als sir benoemd worden. In 2000 werd hij door Elizabeth II benoemd tot lid van de Order of Merit.

## Werk
Black droeg bij aan de basis-wetenschappelijke en klinische kennis op het gebied van de cardiologie. In het onderzoek dat leidde tot propranolol kwam Black een scriptie uit 1948 tegen van de Amerikaanse wetenschapper Raymond Ahlquist, die stelde dat er twee verschillende receptoren, alfa- en bètareceptoren, zijn die een verschillend respons veroorzaakten op de hartspier. Black focuste zich op de bètareceptoren, eiwitmoleculen op het hart die door de stresshormonen adrenaline en noradrenaline worden gebonden om het hart sneller te laten werken. Black onderzocht diverse chemische stoffen om deze receptoren te blokkeren zonder ze te stimuleren met als resultaat de ontdekking van de bètablokker propranolol.
De ontdekking van propranolol midden jaren vijftig revolutioneerde de behandeling van angina pectoris (hartkramp) en andere hartziekten, zoals hoge bloeddruk en hartritmestoornissen. Het wordt als een van de belangrijkste ontdekkingen van de 20e eeuw op medisch gebied beschouwd.
Ook ontwikkelde hij cimetidine, een H2-receptorantagonist die de aanmaak van zuur in de maag verminderd en daarom gebruikt wordt voor de behandeling van zuurbranden en maagzweren. Pas nadat in de jaren 1980 twee australische onderzoekers, Barry Marshall en Robin Warren, ontdekten dat een bacteriële infectie van de Helicobacter pylori de oorzaak was van maagzweren in de behandeling ervan overgenomen door antibiotica.
1901: Behring · 
1902: Ross · 
1903: Finsen · 
1904: Pavlov · 
1905: Koch · 
1906: Golgi, Ramón y Cajal · 
1907: Laveran · 
1908: Mechnikov, Ehrlich · 
1909: Kocher · 
1910: Kossel · 
1911: Gullstrand · 
1912: Carrel · 
1913: Richet ·
1914: Bárány · 
1919: Bordet · 
1920: Krogh · 
1922: Hill, Meyerhof · 
1923: Banting, Macleod · 
1924: Einthoven ·
1926: Fibiger · 
1927: Wagner-Jauregg · 
1928: Nicolle · 
1929: Eijkman, Hopkins · 
1930: Landsteiner · 
1931: Warburg · 
1932: Sherrington, Adrian · 
1933: Morgan · 
1934: Whipple, Minot, Murphy · 
1935: Spemann · 
1936: Dale, Loewi · 
1937: Szent-Györgyi · 
1938: Heymans · 
1939: Domagk · 
1943: Dam, Doisy · 
1944: Erlanger, Gasser · 
1945: Fleming, Chain, Florey · 
1946: Muller · 
1947: C. Cori, G. Cori, Houssay · 
1948: Müller · 
1949: Hess, Moniz · 
1950: Kendall, Reichstein, Hench · 
1951: Theiler · 
1952: Waksman · 
1953: Krebs,Lipmann ·
1954: Enders, Weller, Robbins · 
1955: Theorell · 
1956: Cournand, Forssmann, Richards · 
1957: Bovet · 
1958: Beadle, Tatum, Lederberg · 
1959: Ochoa, Kornberg · 
1960: Burnet, Medawar · 
1961: Békésy · 
1962: Crick, Watson, Wilkins · 
1963: Eccles, Hodgkin, Huxley · 
1964: Bloch, Lynen · 
1965: Jacob, Lwoff, Monod · 
1966: Rous, Huggins · 
1967: Granit, Hartline, Wald · 
1968: Holley, Khorana, Nirenberg · 
1969: Delbrück, Hershey, Luria · 
1970: Katz, Euler, Axelrod · 
1971: Sutherland · 
1972: Edelman, Porter · 
1973: Frisch, Lorenz, Tinbergen · 
1974: Claude, De Duve, Palade · 
1975: Baltimore, Dulbecco, Temin ·
1976: Blumberg, Gajdusek · 
1977: Guillemin, Schally, Yalow · 
1978: Arber, Nathans, Smith · 
1979: Cormack, Hounsfield · 
1980: Benacerraf, Dausset, Snell · 
1981: Sperry, Hubel, Wiesel · 
1982: Bergström, Samuelsson, Vane · 
1983: McClintock · 
1984: Jerne, Köhler, Milstein · 
1985: Brown, Goldstein · 
1986: Cohen, Levi-Montalcini · 
1987: Tonegawa · 
1988: Black, Elion, Hitchings · 
1989: Bishop, Varmus · 
1990: Murray, Thomas · 
1991: Neher, Sakmann · 
1992: Fischer, Krebs · 
1993: Roberts, Sharp · 
1994: Gilman, Rodbell · 
1995: Lewis, Nüsslein-Volhard, Wieschaus · 
1996: Doherty, Zinkernagel · 
1997: Prusiner · 
1998: Furchgott, Ignarro, Murad · 
1999: Blobel · 
2000: Carlsson, Greengard, Kandel ·
2001: Hartwell, Hunt, Nurse · 
2002: Brenner, Horvitz, Sulston · 
2003: Lauterbur, Mansfield · 
2004: Axel, Buck · 
2005: Marshall, Warren ·
2006: Fire, Mello ·
2007: Capecchi, Smithies, Evans ·
2008: Zur Hausen, Barré–Sinoussi, Montagnier ·
2009: Blackburn, Greider, Szostak ·
2010: Edwards ·
2011: Beutler, Hoffmann, Steinman ·
2012: Gurdon, Yamanaka ·
2013: Rothman, Schekman, Südhof ·
2014: O'Keefe, Moser, Moser ·
2015: Campbell, Omura, Tu ·
2016: Osumi ·
2017: Hall, Rosbash, Young ·
2018: Allison, Honjo ·
2019: Kaelin, Ratcliffe, Semenza ·
2020: Alter, Houghton, Rice ·
2021: Julius, Patapoutian ·
2022: Pääbo ·
2023: Karikó, Weissman ·
2024: Ambros, Ruvkun